# Leptopelis fiziensis
Leptopelis fiziensis es una especie de anfibios de la familia Arthroleptidae.
Habita en República Democrática del Congo, Tanzania y posiblemente Burundi.
Su hábitat natural incluye bosques tropicales o subtropicales secos, sabanas húmedas, ríos y marismas de agua fresca.